# Пособие по беременности и родам
Пособие по беременности и родам — один из видов страхового социального обеспечения, выраженный в денежной сумме, выплачиваемой женщине суммарно за весь период отпуска по беременности и родам. Имеет замещающий характер.
Размер такого пособия не должен превышать максимальный размер пособия по беременности и родам (установлен в ФЗ «О бюджете»). К примеру в 2009 максимальный размер пособия = 25 390,00 руб.
Выплата пособия осуществляется страхователем по месту работы. В том случае, если лицо занято у нескольких страхователей, то выплаты назначаются и выплачиваются по всем местам работы (службы).(ст. 13 ФЗ-255)

## Получатели пособия
Право на пособие по беременности и родам имеют только женщины, родившие (усыновившие) ребенка (ст. 6 ФЗ-81):
1) Работающие.
2) Обучающиеся на очной форме обучения.
3) Проходящие военную службу по контракту.
4) Безработные, увольнение которых произошло в связи с ликвидацией организации в течение 12 месяцев до дня признания их безработными.

## Документы, необходимые для получения пособия и порядок их подачи

### Документы
(Ст. 13 ФЗ-255)
1. Заявление о назначении пособия (Составляется заявителем в любой форме, поскольку требований закон не содержит)
2. Больничный лист.
3. Справка о сумме заработка за два предыдущих года, позволяющая рассчитать пособие.

### Порядок
(Указ. Соч. С. 134)
1) Застрахованное лицо предоставляет листок нетрудоспособности, полученный в медицинской организации.
2) Работодатель осуществляет выплату пособия по беременности и родам застрахованной женщине (порядок аналогичен порядку выдачи заработной платы, но пособие выплачивается не позднее 10 дней с момента подачи документов)
Примечание: Отпуск по беременности и родам исчисляется суммарно и предоставляется женщине полностью независимо от числа дней, фактически использованных до родов. При усыновлении ребенка (детей) в возрасте до трех месяцев пособие по беременности и родам выплачивается за период со дня его усыновления и до истечения семидесяти календарных дней (в случае одновременного усыновления двух и более детей — ста десяти календарных дней) со дня рождения ребенка (детей).

## Период выплаты
(ст. 7 ФЗ-81)
Пособие по беременности и родам выплачивается за период отпуска по беременности и родам:
— Дни до родов:
1) 70 дней (общее правило)
2) 84 дня (многоплодная беременность)
— Дни после родов
1) 70 дней (общее правило)
2) 86 дней (осложнение родов)
3) 110 дней (при рождении двух и более)
Дни до родов и дни после родов суммируются.

## Размер выплат

### Дифференциация по субъектам
В данном случае присутствует дифференциация (ст. 8 ФЗ-81)
1) Работающие женщины получают пособие в размере 100 % среднего заработка
2) Уволенные в связи с ликвидацией организации — в размере 655 руб. 49 коп. (с 01.02.2019 года с учётом индексации)
3) Студентки — в размере стипендии
4) Военнослужащие-контрактницы — в размере денежного довольствия

### Формула расчета пособия
(Указ. Соч. С. 134—135)
Пособие по беременности и родам исчисляется исходя из среднего заработка, рассчитанного за последние 24 календарных месяцев до наступления отпуска по беременности и родам.
Средний дневной заработок = Сумма начисленного заработка за период (за который учитывается заработная плата) / Число календарных дней периода
Размер дневного пособия = Средний дневной заработок X Размер пособия
Размер пособия по беременности и родам = Размер дневного пособия X Число календарных дней отпуска по беременности и родам.